# 电力博物馆 (里斯本)
电力博物馆（葡萄牙語：Museu da Electricidade），是位於葡萄牙首都里斯本的一座以能源演進為主軸的科學及工業考古學博物館。該館位於特茹河北岸，前身為特茹發電中心。

## 概述
电力博物馆作为文化交流中心向參觀者呈现了电力发展的过去、现在和未来。作为工业建筑科学博物馆的补充，參觀者可以从中看到各种工业理念与实验分析方法的具体运用，每件陈列物都和相应的文化息息相关。电力博物馆位于里斯本市贝伦区特茹河一侧，该区也是里斯本历史文化最为悠久的区域，在这里你可以发现众多的历史古迹和文物：热罗尼姆斯修道院、贝伦文化中心、贝伦塔、地理发现纪念碑、葡萄牙共和国总统府博物馆、葡萄牙大皇宫、葡萄牙车辆博物馆和葡萄牙标准处。
葡萄牙电力博物馆作为“公共不动产财富”建筑物就坐落在特茹火力发电中心旧址，该发电中心为里斯本带来了近四十多年的光明。
博物馆于1990年正式对外开放，十年后博物馆停业整顿，修复其主体建筑和改善主要设备，修复一新后的博物馆于 2006 年重新对外开放，向外展示了全新独特的外观。如今，每个来访者都可以在欣赏博物馆各类文化展览魅力的同时还可以了解电力的发展历史，在博物馆的永久性展品中可以清楚的观察和了解特茹发电中心老厂的机械设备、设备运行方式、工人的工作环境等重要历史情境，各分类临时性展览会上（相片、雕刻、画稿）主体集中在休闲娱乐，例如富有教育意义的游戏、外部太阳能发电展示、戏剧、音乐会、研讨会等等。
电力博物馆是葡萄牙电力公司（EDP）旗下葡萄牙电力基金会的不可分割的组成部分。

## 建筑结构

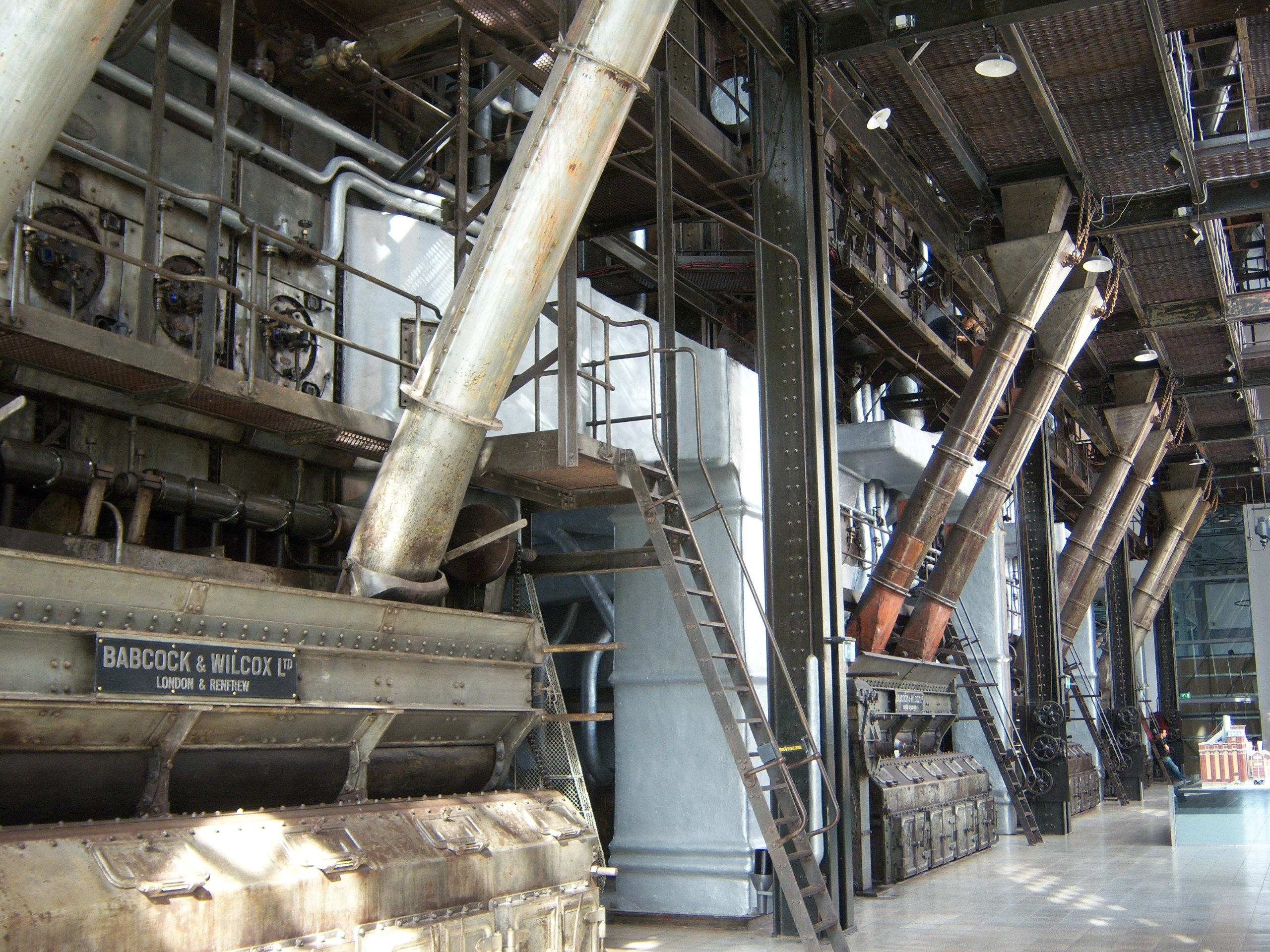
Boiler Room.

博物馆之前为特茹火力发电中心，该发电中心曾为里斯本市和里斯本省提供电力。这也是里斯本是独一无二的标志性建筑物，其集中体现了葡萄牙二十世纪上半个世纪工业建筑的独特之美。
特茹发电中心从1908年开始修建，历经多次扩建改造，于 1951 年最终定型。为标准的钢铁式西方建筑带外砖石层结构，其正面采用多种新艺术化风格，从最古老（低压蒸汽锅炉室）到最现代化的建筑群（高压蒸汽锅炉室）外层都有多种艺术绘画。在发电中心扩建过程中不断收购附近地皮和建筑物，最终形成了如今參觀者看到的多种风格汇聚而成的独特工业建筑群。但无论怎样所有的建筑都沿特茹河边修建，因而以此命名。 
由于建筑物保管状态不佳，于 2001 年到 2005 年对此博物馆进行了重大修缮修复工作，采纳新型博物馆设计方案、加固了建筑结构、处理了建筑物正面墙体、完善了室内机械保养机制，最后形成了今天的博物馆。 

## 模拟参观
从原来的煤炭存储场开始接待访客，这里有时也有博物馆重大展览会或文化事件提示介绍，这里曾从特茹河上卸载过成千上万吨煤炭并输送到发电中心的锅炉房内。也正是在这个储煤场參觀者可以看到筛机、筒仓、升降配送机将煤炭混合配送到高压锅炉房的顶部。 
工业建筑群可以从展示大厅进入，该展示大厅也就是之前的低压蒸汽锅炉房，这片地方空出来的较大面积是之前的蒸汽膨胀导管和锅炉煤炭筒仓，但这些早已被拆除了，现在这片空地主要用来筹备各种临时性的展会。
从这里參觀者就进入了锅炉房，也就是高压蒸汽锅炉车间。在这里館方想提醒游客注意观看四个高约 30 米的巨大锅炉、锅炉系统控制面板、空气和燃料进出回路、通风扇等。

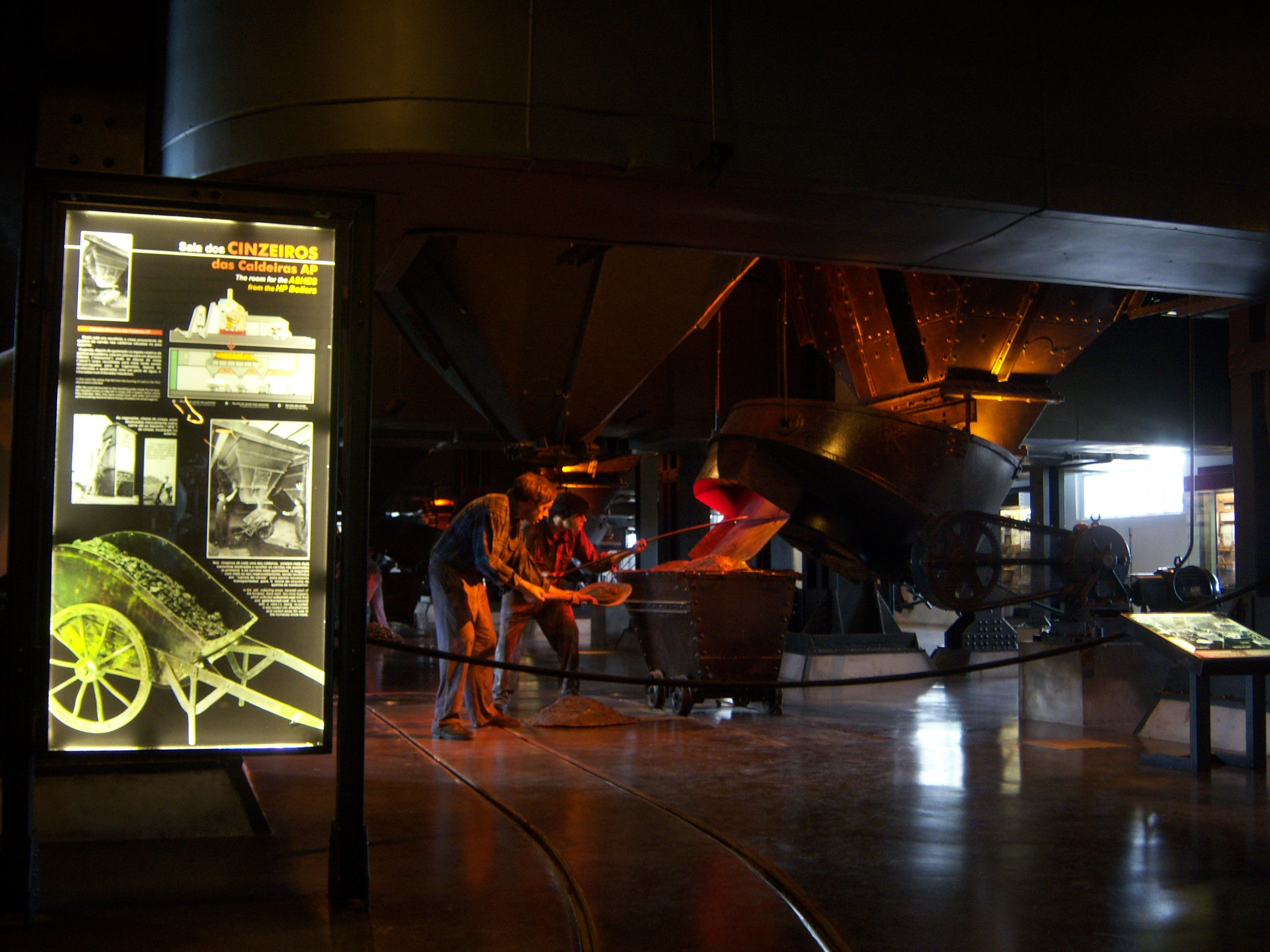
View of the High Pressure Boilers’ Ash Room.

这里需要强调的是第 15 号锅炉，该锅炉已被博物馆这个修复整理过，参观者可以进入到锅炉内部观看起内部结构和主要构件（烤架罩、贝利墙、石脑油燃烧器、水加热管等）。这个展厅除了观看锅炉外，参观者也可以从周边的介绍资料上了解特茹发电中心的建造历史和当时工人们的艰苦工作环境。 
在内部大厅是烟尘室，这地方主要用来收集煤炭燃烧后排放的烟尘或煤灰用于再次燃烧。这里的工作条件非常恶劣：煤炭燃烧产生的大量的热量和烟尘让工人呼吸困难。在这里博物馆还将锻工、木工和煤炭检查、输送工人的工作进行了详细的讲述。 
继续前行可以进入到实验室，该室被分为三部分：能源室（可再生能源和矿产能源）、电力发展历史及具有重大贡献科学家讲解室，最后一个是“学习……游戏室”，在该室有多种教育模块和与电力相关的有趣玩具。这是一个学习与娱乐并在的地方，显示人们如何利用电力以及电力相关知识是本次参观的最终目的。 
走出实验室就进入了储水室。储水室和之后的发电室的展览参观过程与锅炉房顺序一样，这里可以看到喷不同颜色油漆的管道连接发电机组、墙壁和天花板。每种颜色都严格按照输送液体或蒸汽的类型：干燥蒸汽、湿蒸汽、水等等，进行分类。
返回到储水室可以看到水循环处理流程，处理后的水可以进入锅炉再次使用。这里看到的发电机组是二十世纪四十年代生产制造的电动泵、净化器、滤清器或蒸馏器。 
穿过这个展厅，參觀者就进入了冷凝室，这里陈列着蒸汽冷凝所需的冷凝器和排水如特茹河的水泵，这也是火力发电站正常运行必须的水冷源。 在冷凝器室后方陈列着中心发电机组断流器，这些都是特茹发电中心永久性陈列展览物，展厅内还有各种图像和音频视频资料，向在如此严酷条件下工作的发电站工人致敬。
冷凝室楼上是发电机组室，这里陈列了两台涡轮变流发电机组。其中一台经过博物馆专门改造修缮可以开启舱门，参观者可以进入发电机组内部观看其内部组件，从而现场实际了解电力发电过程。
最后参观的是中央控制室，在这里操作员可以对发电机组、变电站和发电中心相应的电力分配输电线路进行控制管理。如今中央控制室已经改造成博物馆档案室，在这里博物馆索引将通过各种实际案例模板向参观者讲述电力生产历史，可循环利用能源使用情况以及发电中心自身电力生产简化流程，这些教育材料都特别为好奇而疑惑的公众量身定制。 

## 展馆藏品资料
电力博物馆不仅拥有各种有形的展览物，此外还拥有丰富的收藏及技术资料。博物馆通过大修等活动优先对各个展览物件进行修复完善，通过购买、保存、盘点新的配件、引入葡萄牙其他发电厂的配件资料、特别是具有珍贵价值的配件资料来完善博物馆藏品。 
当前博物馆收藏有大量的可移动设备资产，例如 1930年－1950年生产的锅炉、涡轮发电机和冷凝器、此外还收藏了十九世纪末到当前相关的重要发电设备及配件，其中特别需要强调的是发电机组、电子端、公共及家庭照明木质或铁质模块及零部件、实验室设备、阀门、罩等。 

## 文件管理中心
电力博物馆文件管理中心，主要职责在于建立专业的电力能源资料研究文件库。管理中心文件库藏书文件共计 60,000 册（当中包括文件夹、策划图、书卷以及纪录片等等），时间涵括 1848年到当今最新的技术资料，此外还有 90,000 册相册和 15,000 份卷宗，这些资料大部分都是电力相关文件（涉及方面多种多样：技术、生产制造工艺、经济、历史和社会学等涉及电力的各个方面）以及工业建筑结构、电力资产、博物馆学、文化常识、百科全书和周刊月刊等。
文件管理中心拥有文件甄选鉴别机制，各相关人员可以通过互联网和管理中心系统，随时进行查询葡萄牙电力发展史的相关文档。 

## 活动
这些年来电力博物馆在室内室外开展了大量丰富多彩的活动：例如各种临时性展会，“科学月”、音乐会、研讨会等。原煤炭存储场不只作为博物馆的游客接待中心，时常也可作为露天大厅为各个系列的活动提供场地。 

## 科学月
每年五月在原煤炭存储场都将举行科学月系列活动，多种科学讲座活动集中举行，对以往电力科学进行一一回顾， 第一期科学月系列活动举办于 2009 年。科学月系列活动包括物理奥林匹克大会（青年学生的竞赛活动），国家科学讲座、科学节、太阳节。除“物理奥林匹克大会”该活动由葡萄牙物理协会举办，其他所有的活动都是由电力博物馆举办。